# Han van den Broeke
Han van den Broeke (Middelburg, 10 september 1944 - Veere, 23 februari 2009) was een Nederlandse tekenaar, aquarellist, schilder en illustrator. In zijn periode als conservator van De Schotse Huizen heeft hij eraan bijgedragen om de faam van Veere als kunstenaarskolonie te vernieuwen. Als voorzitter van de Stichting het Walchers Costuum heeft hij zich ingezet om de traditie van de Walcherse streekdracht levend te houden.

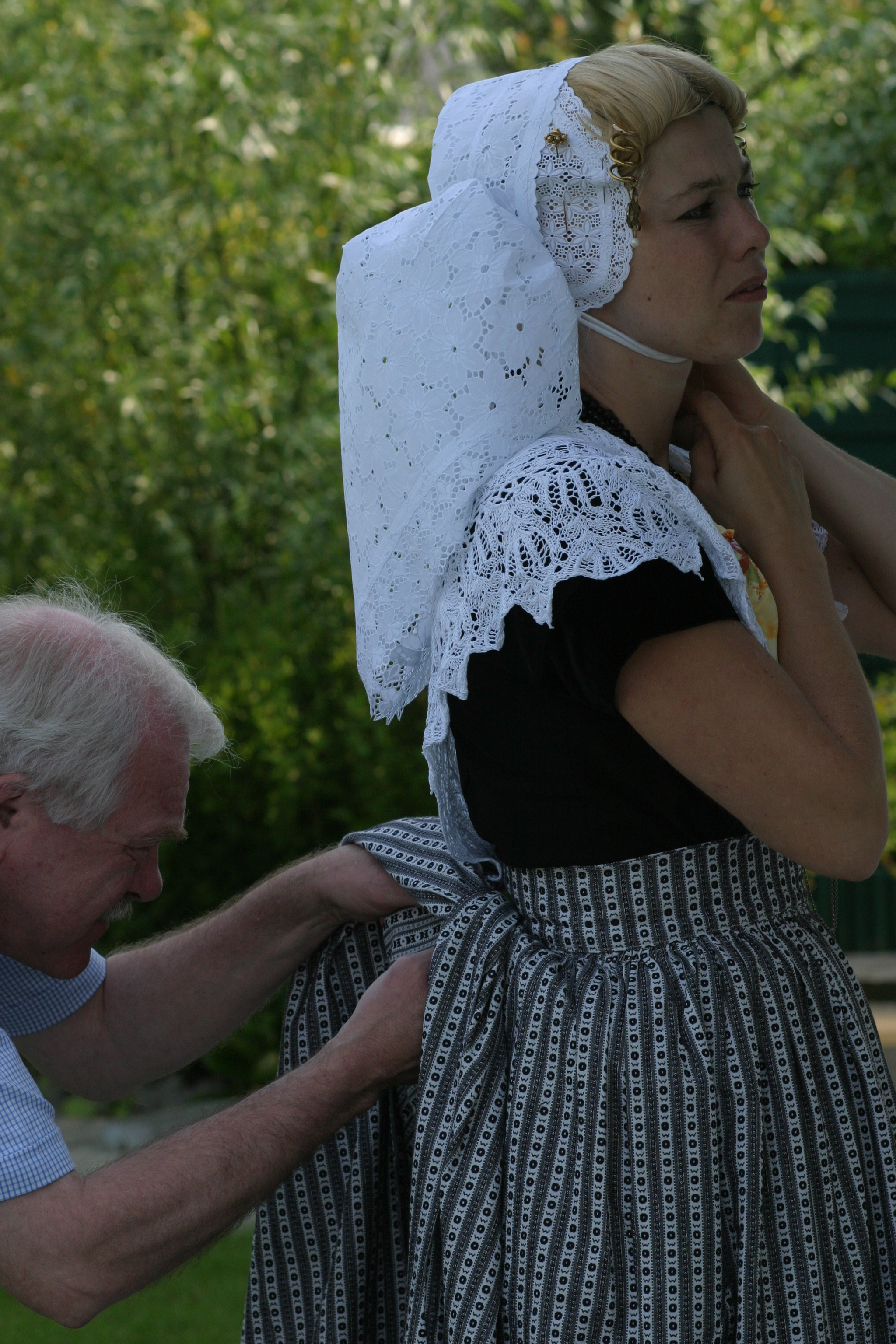

## Biografie

### Onderwijzer en vrijetijdsschilder
Han van den Broeke was op de MULO altijd aan het tekenen en wilde doorstuderen aan de Kunstacademie. Op aanraden van zijn vader ging hij echter naar de Christelijke Kweekschool in Middelburg en werd onderwijzer. Gestimuleerd door zijn partner en latere echtgenote Eva van Kamer ging Van den Broeke halverwege de jaren zeventig op school halve dagen werken om zich daarnaast toe te leggen op zijn hobby. Het echtpaar betrok een woning in Koudekerke, waar hij de ruimte kreeg om te tekenen en te schilderen. Van den Broeke was autodidact en raakte geïnspireerd door het werk van Dirk van Gelder. Hij schilderde met name flora, liefst van Walcheren en vaak op klein formaat.

### Kunstenaar en galeriehouder
Van den Broekes eerste expositie was in de Kunstzaal Van Benthem & Jutting. In het najaar van 1976 werd zijn werk tentoongesteld in het Zeeuws Kunstenaarscentrum ZKC. In 1977 volgde een expositie in Galerie Pictura in Middelburg. Hij werd lid van de Zeeuwse Kunstkring (ZKK) en opende De Wijnstock, zijn eigen galerie in Middelburg. Hier organiseerde hij regelmatig speciale tentoonstellingen naast de permanente expositie van eigen werk. Ook nam hij deel aan de jaarlijkse tentoonstellingen van De Zeeuwse Kunstkring in de Vleeshal te Middelburg en elders.

### Illustrator
De carrière van Van den Broeke als illustrator is nauw verbonden met Elisabeth de Lestrieux. Zij gaf hem veel illustratie-opdrachten voor haar boeken over tuinieren en haar artikelen in de Margriet en vtwonen. Zelf bracht Van den Broeke een rijk geïllustreerd boek uit over versieringen. Hij ontwierp ansichtkaarten voor Tesselschade-Arbeid Adelt. Verschillende bedrijven vroegen hem illustraties voor verpakkingen, Kneipp voor theezakjes.

### Conservator in kunststad Veere
Gedurende zijn tijd als deeltijd-conservator van het Veerse Museum De Schotse Huizen zette Van den Broeke zich in om de traditie van de stad als trekpleister voor kunstenaars te vernieuwen. Die traditie was ontstaan rond 1870 op initiatief van Albert Ochs. In de 20e eeuw woonden en werkten in Veere een negental bekende kunstenaressen, samen de Veerse Joffers genoemd, die de traditie verder uitbouwden. Met de tentoonstelling "8 uit Veere" in oktober 2006 trachtte Van den Broeke die traditie in leven te houden. Ook Artepicolezza, de jaarlijkse tentoonstelling van onafhankelijke kunstenaars, droeg daartoe bij. Van den Broeke exposeerde bovendien met eigen werk in Veerse galerieën zoals Schotlant en D´Oude Lantaarn.

### Verzamelaar van streekdracht
Van den Broeke was mede-oprichter en van 1988 tot 2008 voorzitter van de Stichting Het Walchers Costuum. Hij had een belangrijke collectie streekdracht. Na het overlijden van Van den Broeke heeft het Zeeuws Museum deze collectie aangeschaft.

## Oeuvre

### Overige exposities
- Met Penseel nummer 2 en 4, De Schotse Huizen, Veere, juni – september 1999
- Aquarellen, Galerie De Vier Gemeten, Middelburg, mei 2004
- Zeeuwse juwelen: Sieraden van Marga Plasse en schilderijen van Han van den Broeke, De Schotse Huizen, Veere, juli – augustus 2004

Na zijn overlijden werd een expositie als hommage georganiseerd:
- Hommage aan Han van den Broeke, Expositie Koepoortstraat 6, Middelburg, 5 – 13 september 2009

### Publicaties
Als auteur:
- Heerlijk Versierd: Smakelijke ideeën voor Jong en Oud

Als mede-redacteur:
- De Zeeuwse Streekdrachten 1800-2000[8]

Als mede-producent:
- Zeelander Collectie[9]

### Illustraties van boeken
Boeken van Elisabeth de Lestrieux, geïllustreerd door Han van den Broeke:
- Extra´s in de tuin[10]
- Bruna Tuindagboek 1987[11]
- Bruna Tuindagboek 1988[12]
- De Tuinen van Elisabeth de Lestrieux[13]
- Waterplanten in de Ton[14]
- Vlinders lokken in de tuin[15]
- Vogels lokken in de tuin[16]
- Met andere ogen[17]
- Homeopathisch gezondheidsvademecum[18]

Andere boeken, geïllustreerd door Han van den Broeke:
- Pien Lemstra: Natuurlijk versierd[19]
- Clasien Teunis, Van Sierclown tot knuffelclown[20]
- Joanne Bylsma, Over soepen en soepjes[21]
- Eleonore de Koning, Bloemlezing collectie 2000: vaste planten met allure

- International Standard Name Identifier: 0000 0003 6914 4806
- Nederlandse Thesaurus van Auteursnamen: 069388121
- RKD-Nederlands Instituut voor Kunstgeschiedenis: 12820
- Virtual International Authority File: 282316979

Leden: Miems van Citters · Leen van Duivendijk · Adri Geelhoed

Oud-leden: Ad Braat · Han van den Broeke · An Goedbloed · Sárika Góth · Jan Haas · Louis Heymans · Wim Hofman · Peter de Jong · Han ter Keurs · Reimond Kimpe · Liesbeth Messer-Heijbroek · Guido Metsers · Dick Pieters · Wim Riemens · Chris van Schagen · Kees van de Wetering